# Yann Cevaer
Yann Cevaer, né à Lopérec, mort vers 1717, probablement à Pleyben, est un sculpteur français.

## Biographie
Yann Cevaer est réputé, comme deux parents probables et prénommés Yves, pour les retables de plusieurs églises du Finistère : Lopérec, Pleyben, Saint-Ségal, etc.
En Bretagne, au moins dix rues du Finistère portent son nom.

## Source
- Les Noms qui ont fait l'histoire de Bretagne, Coop Breizh et Institut culturel de Bretagne, 1997, notice d'Emmanuel Salmon-Legagneur.